# Panancangan
Panancangan is een bestuurslaag in het regentschap Lebak van de provincie Banten, Indonesië. Panancangan telt 2681 inwoners (volkstelling 2010).